# Club de Regatas Vasco da Gama
El Club de Regatas Vasco da Gama és un club esportiu, destacat en futbol, brasiler de la ciutat de Rio de Janeiro a l'estat de Rio de Janeiro.

## Història

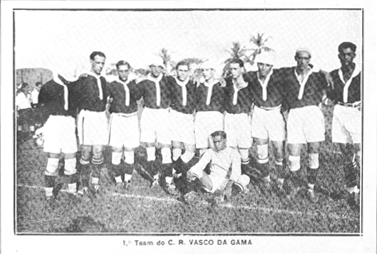
L'equip del Vasco da Gama el 1923.

El club es fundà el 21 d'agost de 1898 com un club de rem, tal com va passar amb la majoria de clubs de futbol brasilers. Coincidint amb el quart centenari de la primera travessa d'Europa a Índia, van decidir posar-li el nom del navegant portuguès Vasco da Gama. La secció de futbol es fundà el 5 de novembre de 1915). Él club va ser fundat per immigrants portuguesos, motiu pel qual tradicionalment és l'equip al qual dona suport la comunitat portuguesa de Rio de Janeiro. En els seus inicis, el Vasco es distingí com un club contrari a la segregació racial, que alguns clubs elitistes intentaren imposar en el futbol brasiler d'inicis de segle xx.

## Uniforme

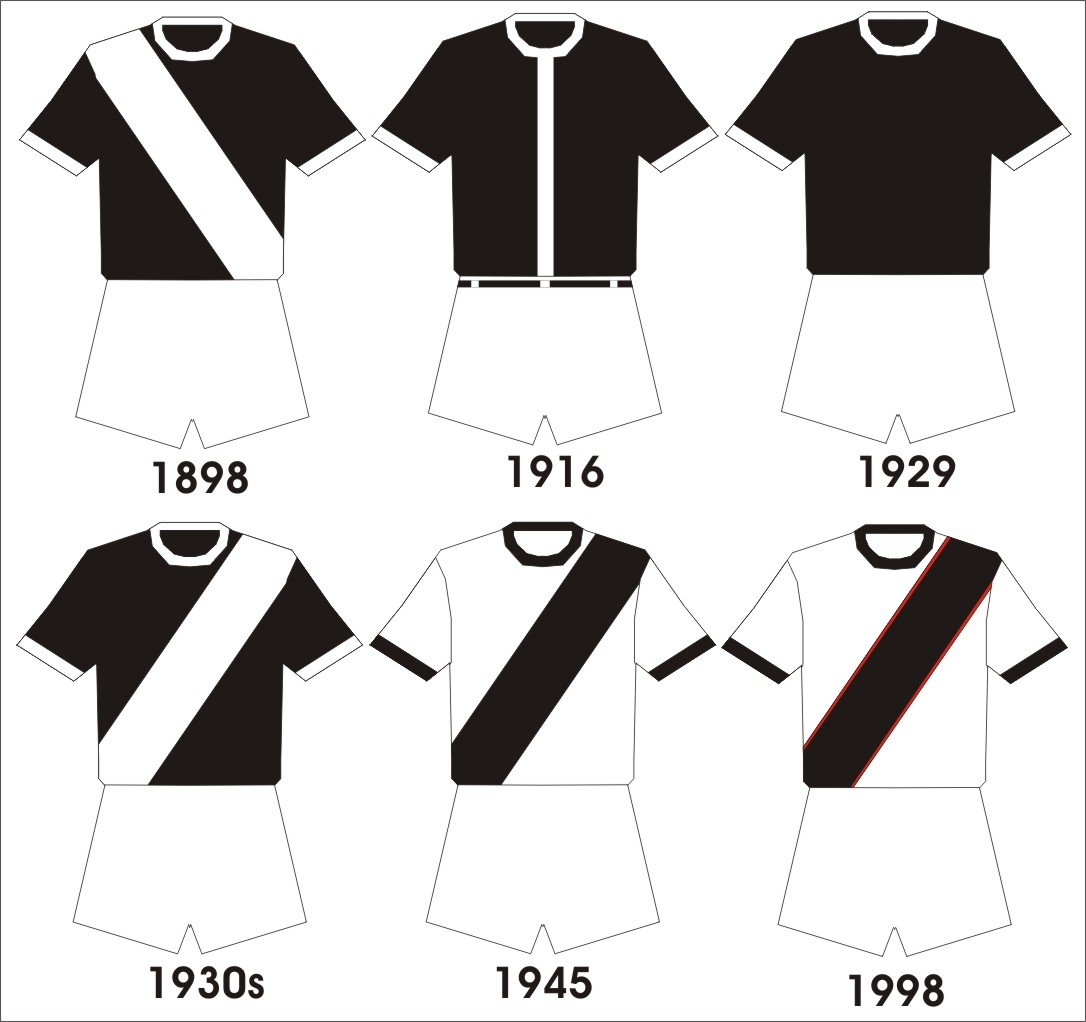
Evolució de l'uniforme del Vasco da Gama.

El primer uniforme del club fou creat el 1898 per a l'equip de rem i era totalment negre amb una franja diagonal blanca. El primer uniforme de fulbol es creà el 1916 i era completament negre, amb un llaç i un cinturó blancs. El 1929, l'uniforme canvià de nou. S'eliminà el llaç i el cinturó i es mantingué l'uniforme totalment negre. Durant els anys trenta s'introduí la faixa diagonal blanca sobre el fons negre de la samarreta. L'any 1945 s'invertiren els colors i s'adoptà la samarreta blanca amb la faixa diagonal negra. El motiu d'aquest canvi es va deure al fet que a l'entrenador de l'equip del moment, l'uruguaià Ondino Viera, li agradava la faixa del seu antic club, el River Plate. El 1988, la faixa diagonat localitzada a la part del darrere de la samarreta fou eliminada. El 1998 es van afegir unes fines línies vermelles al voltant de la faixa diagonal.

## Seccions
Tot i que el futbol és la secció del club més coneguda internacionalment, el Vasco és un club poliesportiu amb moltes seccions. Entre elles destaca el basquetbol, el rem (esport fundacional), la natació o l'atletisme.

## Estadi
L'estadi del Vasco da Gama és São Januário, construït el 1927 i amb una capacitat per a 31.000 persones. El club, però, també juga molts partits a l'Estadi de Maracanã, amb capacitat per a 103.000.

## Entrenadors destacats
- Abel Braga
- Antônio Lopes
- Gentil Cardoso
- Otto Glória
- Joel Santana
- Sebastião Lazaroni
- Mário Zagallo
- Zezé Moreira

## Jugadors destacats

### Atletisme
- Ademar Ferreira da Silva

### Basquetbol
- Charles Byrd
- Demétrio
- Helinho
- José Vargas
- Nenê
- Janeth Arcain

### Futbol
| - Alfredo - Acacio - Ademir - Alex Dias - Danilo Faria Alvim - Sonny Anderson - Barbosa - Bebeto - Bellini - Brito - Chico - Dirceu - Donizete - Dunga - Edmundo | - Fausto - Felipe - Friaça - Geovani - Carlos Germano - Gilberto - Helton - Jair Rosa Pinto - Jardel - Juninho Paulista - Juninho Pernambucano - Leão - Leônidas da Silva - Marcelinho Carioca - Marco Antônio | - Mauro Galvão - Mazinho - Orlando Peçanha - Paulo Sérgio - Paulo César - Pedrinho - Rafaneli - Ricardo Rocha - Roberto Costa - Roberto Dinamite - Romário - Tostão - Vavá |  |

## Palmarès

### Futbol masculí
- 1 Campionat Sud-americà de Campions: 1948
- 1 Copa Libertadores de América: 1998
- 1 Copa Mercosur: 2000
- 4 Campionat brasiler de futbol: 1974, 1989, 1997, 2000
- 1 Copa brasilera de futbol: 2011
- 3 Torneig Rio-São Paulo: 1958, 1966, 1999
- 24 Campionat carioca: 1923, 1924, 1929, 1934, 1936, 1945, 1947, 1949, 1950, 1952, 1956, 1958, 1970, 1977, 1982, 1987, 1988, 1992, 1993, 1994, 1998, 2003, 2015, 2016
- 12 Taça Guanabara: 1965, 1976, 1977, 1986, 1987, 1990, 1992, 1994, 1998, 2000, 2003, 2016
- 9 Taça Rio: 1984, 1988, 1992, 1993, 1998, 1999, 2001, 2003, 2004
- 2 Copa Rio: 1992, 1993
- 1 Copa d'or de la CONCACAF: 1987
- 1 Torneig Ciutat de Barcelona: 1993
- 3 Trofeu Ramón de Carranza: 1987, 1988, 1989
- 1 Trofeu Teresa Herrera: 1957
- 1 Trofeu Ciutat de Palma de Futbol: 1995

### Futbol femení
- 3 Campionat brasiler de futbol: 1994, 1995, 1998
- 6 Campionat carioca: 1995, 1996, 1997, 1998, 1999, 2000
- 2 Torneig d'Inicio: 2000, 2001